# Біртяєвське сільське поселення
Біртя́євське сільське поселення (рос. Биртяевское сельское поселение) — адміністративна одиниця у складі Котельницького району Кіровської області Росії. Адміністративний центр поселення — селище Ленінська Іскра.

## Історія
Станом на 2002 рік на території сучасного поселення існували такі адміністративні одиниці:
- Біртяєвський сільський округ (село Гостево, селище Ленінська Іскра, присілки Банникови, Бичкови, Біловщина, Біртяєви, Бородіни, Гулини, Жохи, Заложани, Зикови, Ігумново, Кардакови, Кірпикови, Клепикови, Коврови, Костичі, Лагунови, Левичі, Липичі, Наймушини, Овчинята, Омеличі, Парфьонови, Репейник, Селюничі, Ситникови, Спудняки, Токаєви, Тугуни, Урожайна, Фадеєвці, Філичі, Фомичі, Хаустови, Чащини, Шабаліни, Шмаки)

Поселення було утворене згідно із законом Кіровської області від 7 грудня 2004 року № 284-ЗО у рамках муніципальної реформи шляхом перетворення Біртяєвського сільського округу.

## Населення
Населення поселення становить 2801 особа (2017; 2777 у 2016, 2822 у 2015, 2824 у 2014, 2829 у 2013, 2843 у 2012, 2905 у 2010, 3096 у 2002).

## Склад
До складу поселення входять 37 населених пунктів:
| Населений пункт         | Населення, осіб (2002) | Населення, осіб (2010) |
| ----------------------- | ---------------------- | ---------------------- |
| Банникови, присілок     | 8                      | 10                     |
| Бичкови, присілок       | 2                      | 0                      |
| Біловщина, присілок     | 2                      | 1                      |
| Біртяєви, присілок      | 7                      | 11                     |
| Бородіни, присілок      | 8                      | 9                      |
| Гостево, село           | 0                      | 0                      |
| Гулини, присілок        | 196                    | 198                    |
| Жохи, присілок          | 0                      | 0                      |
| Заложани, присілок      | 2                      | 1                      |
| Зикови, присілок        | 0                      | 0                      |
| Ігумново, присілок      | 0                      | -                      |
| Кардакови, присілок     | 246                    | 252                    |
| Кірпикови, присілок     | 0                      | 3                      |
| Клепикови, присілок     | 0                      | 2                      |
| Коврови, присілок       | 3                      | 2                      |
| Костичі, присілок       | 0                      | 0                      |
| Лагунови, присілок      | 0                      | 0                      |
| Ленінська Іскра, селище | 2269                   | 2057                   |
| Липичі, присілок        | 7                      | 3                      |
| Льовичі, присілок       | 10                     | 11                     |
| Наймушини, присілок     | 212                    | 211                    |
| Овчинята, присілок      | 6                      | 5                      |
| Омеличі, присілок       | 11                     | 7                      |
| Парфьонови, присілок    | 2                      | 1                      |
| Репейник, присілок      | 2                      | 3                      |
| Селюничі, присілок      | 0                      | 0                      |
| Ситникови, присілок     | 2                      | 19                     |
| Спудняки, присілок      | 6                      | 0                      |
| Токаєви, присілок       | 0                      | 0                      |
| Тугуни, присілок        | 0                      | 1                      |
| Урожайна, присілок      | 14                     | 16                     |
| Фадеєвці, присілок      | 2                      | 0                      |
| Філичі, присілок        | 6                      | 14                     |
| Фомичі, присілок        | 22                     | 22                     |
| Хаустови, присілок      | 15                     | 8                      |
| Чащини, присілок        | 27                     | 27                     |
| Шабаліни, присілок      | 7                      | 6                      |
| Шмаки, присілок         | 2                      | 5                      |